# کوله دل مارکیسه
کوله دل مارکیسه (به ایتالیایی: Colle del Marchese) یک منطقهٔ مسکونی در ایتالیا است که در کاستل ریتالدی واقع شده‌است. کوله دل مارکیسه ۱۲۱ نفر جمعیت دارد و ۴۶۶ متر بالاتر از سطح دریا واقع شده‌است.